# Black (álbum de Rubén Rada)
Black es el decimosexto álbum solista de estudio del cantautor uruguayo Rúben Rada . Fue grabado en Argentina en 1998 en los estudios Circo Beat y editado en Argentina por el sello discográfico Polydor.

## Historia
Black fue presentado en un concierto frente al Parque Rodó que tuvo amplia cobertura de medios uruguayos y argentinos y que fue organizado por Polygram. En esos años Rada formaba parte del elenco de la serie de televisión Gasoleros. Durante el evento, el Intendente de Montevideo le entregó el Disco de Platino por las ventas previas, cuando el disco recién había sido lanzado, lo que Rada interpretaba era resultado del éxito de sus discos precedentes Montevideo y Miscelánea negra.
En mayo de 1999 el disco fue presentado en Buenos Aires en el Coliseo.
Hacía tiempo que Rada no trabajaba con un productor, que en este caso fue Carlos Villavicencio.
En el disco Rada realiza una versión funky de "Strangers in the Night", canción que popularizó Frank Sinatra en 1966.
"Físico de rock" es una nueva grabación de una canción que pertenece a su disco Físico de rock de 1991.
"Malvín" es un reggae homenaje a Malvín, barrio montevideano de algunos músicos jóvenes que estaban tocando con Rada desde su regreso a Uruguay, como los hermanos Ibarburu o Federico Righi, y donde también habían empezado a salir tambores.
"Loco de amor", junto a Ketama, fue el tema más difundido del disco y tuvo alta difusión en las radios. Se realizó un video dirigido por Guillermo Peluffo.
Rada volvió a grabar "Loco de amor" en su álbum en vivo Candombe Jazz Tour de 2004. Hugo Fattoruso y Albana Barrocas, como HA Dúo, grabaron una versión instrumental de la canción para su disco Neo de 2013.

## Recepción
Martín Pérez del diario argentino Página 12 escribió en 1998: "Black es un disco que refleja lo mejor del mundo musical del notable percusionista, cantante y compositor."
Una reseña, también contemporánea, aparecida en el diario Clarín definió a Black como el disco más negro de Rada y lo calificó de "Bueno".
El músico uruguayo Renzo Teflón tuvo una impresión muy favorable del disco, en una entrevista para el diario El País recordó la primera vez que lo escuchó:

Rada es un compositor de puta madre, un intérprete espectacular. Recuerdo un álbum que me encantó que se llamaba Black. Yo trabajaba para la Guía del ocio y me cayó el disco. Y me dije "este tipo es un genio".

## Lista de canciones
| 1  | Amanecí                |  |
| 2  | San Martín De Porres   |  |
| 3  | Malvín                 |  |
| 4  | Ni Un Día Más          |  |
| 5  | Austral                |  |
| 6  | Loco De Amor           |  |
| 7  | Físico De Rock         |  |
| 8  | Cosa De Negros         |  |
| 9  | Manzana                |  |
| 10 | Soy De Cuareim         |  |
| 11 | Strangers In The Night |  |
| 12 | El Negro Y La Rosa     |  |

## Ficha técnica
- Martín Ibarburu (batería)
- Andrés Ibarburu (bajo)
- Daniel "Tato" Moraes (guitarra)
- Andrés Arnicho (piano, teclados y coros)
- Nicolás Arnicho Perazza (percusión)
- Mauro Pérez (piano y teclados)
- Fernando "Lobo" Núñez (tambor piano)
- Jorge "Foqué" Gómez (tambor chico)
- Noé Núñez (tambor repique)
- Sara Sabah (coros)
- Lea Bensassón (coros)
- Urbano Moraes (coros)

Músicos invitados:
- Ketama: Antonio Carmona (voz, cajón peruano y palmas), Juan Carmona y José Miguel Carmona (guitarras y palmas) en 6.
- Nicolás Ibarburu (guitarra en 3, 4, 6, 7, 9, 11 y 12)
- Guillermo Vadalá (bajo en 9, 11 y 12)
- Américo Bellotto (trompeta en 6, 9 y 11)
- Juan Cruz Urquiza (trompeta en 6, 9 y 11)
- Juan Scalona (trombón en 6 y 9)
- Victor Skorupski (piccolo en 6)
- Carlos Villavicencio (teclados y vocoder en 11)
- Richie Silver (voz en 11)

- Productor artístico: Carlos Villavicencio
- Grabado y mezclado en Circo Beat por Mariano López
- Coordinación Polygram: Alejandro Vázquez
- Coordinación La Rada Producciones: Lea Bensassón y Virginia Palfy.
- Diseño gráfico: Horacio Gallo
- Fotos: Andy Cherniavsky

- Arreglos realizados por Andrés Arnicho y Ruben Rada, excepto "Manzana", "Loco de amor" y "Strangers in the Night" arreglados por Carlos Villavicencio; "Malvín", "Ni un día más" y "El negro y la rosa" arreglados por Nicolás Ibarburu.
- Cuerdas y vientos arreglados por Carlos Villavicencio.

- Autor y compositor de todos los temas Ruben Rada, excepto "San Martín de Porres" con Claudio Moglia y "Strangers in the Night" de Singleton / Snyder / Kaempfert.